# Joseph McLoughlin
Pour les articles homonymes, voir McLoughlin.
Joseph James McLoughlin (appelé aussi Jamie McLoughlin), né le 21 août 1878 et mort en décembre 1962, était un rameur américain  qui a participé aux Jeux olympiques d'été de 1904 où il a remporté la médaille d'argent en deux de couple avec John Hoben.

## Palmarès
- Médaille d'argent en deux de couple aux Jeux olympiques d'été de 1904 à Saint-Louis ( États-Unis)